# Maurice Taieb

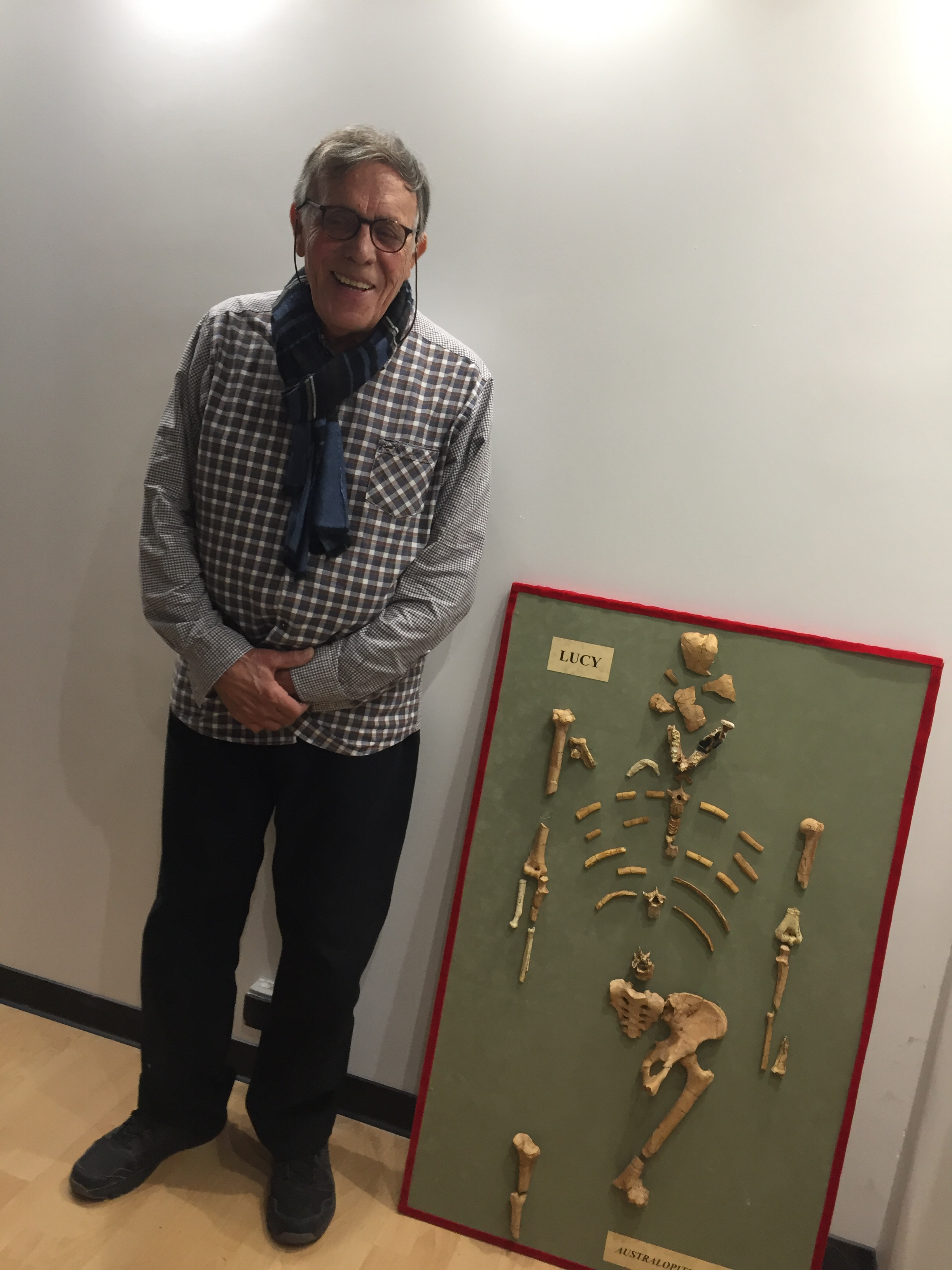
Maurice Taieb, 2020

Maurice Taieb (* 22. Juli 1935 in Bizerte, Tunesien; † 23. Juli 2021 in Marseille) war ein französischer Geologe.
Taieb war ein Wegbereiter für die paläoanthropologische Forschung im Afar-Dreieck von Äthiopien. Im Rahmen der Omo Research Expedition kartierte er für seine Doktorarbeit ab 1966 die geologischen Schichten entlang des Flusses Awash im Afar-Dreieck. Dies ermöglichte zahlreichen Paläontologen und Paläoanthropologen, gezielt potentielle Fundstellen von fossilen Wirbeltieren aufzusuchen, mit der Folge, dass insbesondere im Gebiet des Mittleren Awash zahlreiche bedeutende hominine Fossilien von Ardipithecus, Australopithecus und des frühen archaischen Homo sapiens geborgen wurden.

## Forschung
Maurice Taieb war der Sohn sephardischer Eltern (der Vater war Tunesier, die Mutter Französin) und absolvierte seine Schulausbildung in Bizerta. Sein naturwissenschaftliches Grundstudium schloss er 1956 an der Universität Nizza ab, danach studierte er Geologie an der Universität Tunis und unterstützte zeitweise Verwandte, die in der Sahara nach Erdöl suchten. Von 1962 bis 1964 war er in Frankreich als Soldat der französischen Armee stationiert. 1965 wurde er in ein Doktoranden-Programm an der Universität Paris aufgenommen, was 1966 zu seinem ersten Aufenthalt in Äthiopien führte.
Hintergrund hierzu war, dass der französische Geologe Camille Arambourg bereits 1932/33 eine Expedition zum Fluss Omo in Äthiopien durchgeführt hatte. Mitte der 1960er-Jahre erteilte der damalige Kaiser von Äthiopien, Haile Selassie, nach einem Staatsbesuch in Kenia und einem Gespräch mit Louis Leakey persönlich die Erlaubnis für paläoanthropologische Feldforschung in der Omo-Region. Daraufhin wurde 1966 die ab 1967 in Äthiopien forschende internationale Omo Research Expedition gegründet, bestehend aus einem kleinen, von Richard Leakey geleiteten kenianischen Team, einem US-amerikanischen Team unter Leitung von Francis Clark Howell sowie einem französischen Team unter Leitung von Camille Arambourg und – nach dessen Tod (1969) – von Yves Coppens. Maurice Taieb war der Geologe des französischen Teams und in späteren Jahren auch mit der Datierung von Fundschichten u. a. in der Olduvai-Schlucht in Tansania sowie in Kenia, in Marokko und Indien befasst.
In einer Würdigung seiner Arbeit wurde Taieb im Jahr 2006 in der Fachzeitschrift Science als „Paleoanthropology’s Unsung Hero“ (unbekannter Held der Paläoanthropologie) bezeichnet. Seine geologische Grundlagenforschung sei zwar „weniger glamourös“ als das Auffinden von fossilen Knochen gewesen, sie habe jedoch eine Vorhersage von Charles Darwin wahr werden lassen. Darwin hatte in seiner Schrift Die Abstammung des Menschen und die geschlechtliche Zuchtwahl argumentiert, das Fehlen fossiler Reste, „welche den Menschen mit seinen affenähnlichen Urerzeugern“ verbinden, sei vor allem darauf zurückzuführen, „dass diejenigen Gegenden, welche am wahrscheinlichsten solche Reste darbieten, die den Menschen mit irgend einem ausgestorbenen affenähnlichen Geschöpfe verbinden, bis jetzt von Geologen noch nicht untersucht sind.“ Indem Taieb 1969/70 das geologische Alter der später Hadar genannten Fundstätte und einige Zeit später auch das geologische Alter von Aramis als besonders erfolgversprechend für die Suche nach homininen Fossilien erkannt hatte, habe er wesentlich dazu beigetragen, dass 1974 in Hadar zum Beispiel das Fossil Lucy entdeckt wurde und in Aramis das Fossil Ardi.
Maurice Taieb heiratete 1964 seine deutsche Freundin, das Paar bekam zwei Kinder. Taieb starb im Juli 2021, einen Tag nach seinem 86. Geburtstag.

## Schriften (Auswahl)
- Maurice Taieb, Yves Coppens, Donald Johanson und Jon Kalb: Dépôts sédimentaires et faunes du Plio-Pléistocène de la basse vallée de l’Awash (Afar central, Ethiopie). In: Comptes Rendus de l’Académie des Sciences. Band 275, 1972, S. 819–822.
- Maurice Taieb, Yves Coppens, Donald Johanson und Raymonde Bonnefille: Hominidés de l’Afar central, Ethiopie (Site d’Hadar, campagne 1973). In: Bulletins et Mémoires de la Société d’Anthropologie de Paris. XIII° Serie, Band 2, Nr. 2, 1975, S. 117–124, Volltext.
- Maurice Taieb, Donald Johanson, Yves Coppens und James L. Aronson: Geological and paleontological background of Hadar hominid site, Afar, Ethiopia. In: Nature. Band 260, 1976, S. 289–293, doi:10.1038/260289a0.
- Donald Johanson und Maurice Taieb: Plio-Pleistocene hominid discoveries in Hadar, Ethiopia. In: Nature. Band 260, 1976, S. 293–297, doi:10.1038/260293a0, Volltext.
- James L. Aronson und Maurice Taieb: Geology and Paleogeography of the Hadar Hominid Site, Ethiopia. Kapitel 6 in: George Rapp, Jr. und Carl F. Vondra: Hominid Sites: Their Geology Settings. AAAS Selected Symposium 63. Westview Press, Boulder, Colorado, 1981, ISBN 0-86531-262-1, S. 165–195, Volltext.
- Donald Johanson, Maurice Taieb und Yves Coppens: Pliocene hominids from the Hadar Formation, Ethiopia (1973–1977): stratigraphic, chronologic, and paleoenvironmental contexts, with notes on hominid morphology and systematics. In: American Journal of Physical Anthropology. Band 57, Nr. 4, 1982, S. 373–402, doi:10.1002/ajpa.1330570402, Volltext.
- Endale Tamrat, Nicolas Thouveny, Maurice Taieb und Neil D. Opdyke: Revised magnetostratigraphy of the Plio-Pleistocene sedimentary sequence of the Olduvai Formation (Tanzania). In: Paleogeography, Paleoclimatology and Paleoecology. Band 114, Nr. 2–4, 1995, S. 273–283, doi:10.1016/0031-0182(94)00080-R.

## Belege
1. ↑   Eintrag im Catalogue Général der Bibliothèque nationale de France
2. 1 2 3   Jon Kalb: Adventures in the Bone Trade, S. 35.
3. ↑  Maurice Taieb est parti rejoindre Lucy. CNRS-Pressemitteilung vom 27. Juli 2021. Archivversion (Memento vom 27. Juli 2021 im Internet Archive)
4. ↑  Alexandre Vella: Marseille: Le géologue qui a découvert le squelette de Lucy est décédé à 86 ans. In: 20minutes.fr. 27. Juli 2021, abgerufen am 2. August 2021 (französisch).
5. ↑   Maurice Taieb: Evolution Quaternaire du bassin de l’Awash. Dissertation. Université Pierre et Marie Curie, Paris 1974.
6. ↑  Gerald G. Eck: The Effects of Collection Strategy and Effort on Faunal Recovery. Kapitel 8 in: René Bobe, Zeresenay Alemseged und Anna K. Behrensmeyer (Hrsg.): Hominin Environments in the East African Pliocene: An Assessment of the Faunal Evidence. Springer, Dordrecht 2007, ISBN 978-1-4020-3097-0, S. 184–185.
7. ↑   Ann Gibbons: Paleoanthropology’s Unsung Hero. In: Science. Band 312, Nr. 5781, 2006, S. 1740, doi:10.1126/science.312.5781.1740.
8. ↑  Charles Darwin: Die Abstammung des Menschen und die geschlechtliche Zuchtwahl. 3. Überarbeitete Auflage, 6. Kapitel, S. 206. E. Schweizerbart’sche Verlagshandlung, Stuttgart 1875, Volltext.

| Personendaten    | Personendaten         |
| ---------------- | --------------------- |
| NAME             | Taieb, Maurice        |
| KURZBESCHREIBUNG | französischer Geologe |
| GEBURTSDATUM     | 22. Juli 1935         |
| GEBURTSORT       | Bizerte, Tunesien     |
| STERBEDATUM      | 23. Juli 2021         |
| STERBEORT        | Marseille             |